# Rexicornia elegans
Rexicornia elegans är en insektsart som beskrevs av Capener 1968. Rexicornia elegans ingår i släktet Rexicornia och familjen hornstritar. Inga underarter finns listade i Catalogue of Life.